# Psaliodes
Psaliodes är ett släkte av fjärilar. Psaliodes ingår i familjen mätare.

## Dottertaxa tillPsaliodes, i alfabetisk ordning[1]
- Psaliodes acutangula
- Psaliodes adhaesiata
- Psaliodes albifascia
- Psaliodes albifulva
- Psaliodes albistriga
- Psaliodes aliena
- Psaliodes analiplaga
- Psaliodes angustata
- Psaliodes annuligera
- Psaliodes antesignata
- Psaliodes aparallela
- Psaliodes apicenotata
- Psaliodes apostata
- Psaliodes aquila
- Psaliodes aurativena
- Psaliodes bella
- Psaliodes bicolor
- Psaliodes biconalis
- Psaliodes bifurcata
- Psaliodes bilineata
- Psaliodes bistrigata
- Psaliodes brachiata
- Psaliodes brunneata
- Psaliodes castanea
- Psaliodes castaneata
- Psaliodes catenifera
- Psaliodes cedaza
- Psaliodes choma
- Psaliodes cidariata
- Psaliodes citrinata
- Psaliodes clathrata
- Psaliodes claudiaria
- Psaliodes coacta
- Psaliodes completa
- Psaliodes composita
- Psaliodes concinna
- Psaliodes confusa
- Psaliodes conimaculata
- Psaliodes conspersata
- Psaliodes corrosa
- Psaliodes crassinota
- Psaliodes crispata
- Psaliodes cronia
- Psaliodes crotona
- Psaliodes cupreipennis
- Psaliodes cydna
- Psaliodes cynthia
- Psaliodes daedala
- Psaliodes damia
- Psaliodes damophila
- Psaliodes demasaria
- Psaliodes detractata
- Psaliodes dislocata
- Psaliodes disrupta
- Psaliodes duplicilinea
- Psaliodes effrenata
- Psaliodes electa
- Psaliodes endotrichiata
- Psaliodes euplaneta
- Psaliodes exilis
- Psaliodes exuberans
- Psaliodes fervescens
- Psaliodes flavagata
- Psaliodes flavivena
- Psaliodes fractifascia
- Psaliodes fractilinea
- Psaliodes fulva
- Psaliodes fuscata
- Psaliodes geminisigna
- Psaliodes grandis
- Psaliodes hieroglyphica
- Psaliodes ignivenata
- Psaliodes infantula
- Psaliodes inferna
- Psaliodes infulata
- Psaliodes infuscata
- Psaliodes interrupta
- Psaliodes intersecta
- Psaliodes interstrata
- Psaliodes inundulata
- Psaliodes jabata
- Psaliodes laticlara
- Psaliodes liebra
- Psaliodes lignosata
- Psaliodes lilacina
- Psaliodes limbata
- Psaliodes lisera
- Psaliodes lucida
- Psaliodes magnipalpata
- Psaliodes marmorata
- Psaliodes mediata
- Psaliodes miniata
- Psaliodes monapo
- Psaliodes multilinea
- Psaliodes myxa
- Psaliodes nexilinea
- Psaliodes nictitans
- Psaliodes nigrifusa
- Psaliodes nivestrota
- Psaliodes nodosa
- Psaliodes nucleata
- Psaliodes ocreata
- Psaliodes oleagina
- Psaliodes olivaria
- Psaliodes olivescens
- Psaliodes onopria
- Psaliodes orozcoa
- Psaliodes ossicolor
- Psaliodes paleata
- Psaliodes pallida
- Psaliodes pallidicolor
- Psaliodes perfuscata
- Psaliodes pervasata
- Psaliodes philetus
- Psaliodes picta
- Psaliodes planiplaga
- Psaliodes plumbescens
- Psaliodes pomona
- Psaliodes porcia
- Psaliodes posides
- Psaliodes potina
- Psaliodes prionogramma
- Psaliodes prunicolor
- Psaliodes purpurea
- Psaliodes quinquelatera
- Psaliodes repertita
- Psaliodes rica
- Psaliodes saja
- Psaliodes samaniegoi
- Psaliodes seitzi
- Psaliodes semirasa
- Psaliodes semisecta
- Psaliodes serratilinea
- Psaliodes siennata
- Psaliodes simplex
- Psaliodes sordida
- Psaliodes stimulata
- Psaliodes strigosa
- Psaliodes subfulvescens
- Psaliodes subocellata
- Psaliodes subochreofusa
- Psaliodes sutum
- Psaliodes tenuinota
- Psaliodes tolimata
- Psaliodes torsilinea
- Psaliodes trilunata
- Psaliodes tripartita
- Psaliodes tripita
- Psaliodes variegata
- Psaliodes vernifera
- Psaliodes vinosata
- Psaliodes vulpina